# 比利亚尔维利亚-德布尔戈斯
比利亚尔维利亚-德布尔戈斯，是西班牙卡斯蒂利亚-莱昂布尔戈斯省的一个市镇。总面积14平方公里，总人口720人（2001年），人口密度51人/平方公里。